# Eskandar Abadi
Eskandar Abadi (persisch اسکندر آبادی, * 1959 in Bandar Mahshahr, Iran) ist ein iranisch-deutscher Journalist, Übersetzer und Musiker.

## Leben

### Kindheit und Jugend
Abadi wurde 1959 in Bandar Mahshahr, Iran, als Sohn einer Hausfrau und eines Angestellten der Anglo-Iranian Oil Company geboren. Er war von Geburt an blind. Seine ersten Lebensjahre verbrachte er in Bandar Mahshahr, ehe seine Familie nach Isfahan übersiedelte, wo er und seine Schwester eine Blindenschule besuchen konnten. Abadi besuchte in Isfahan zunächst die Nur Ayin-Schule, eine Einrichtung britischer christlicher Missionare, und zog später ins Christoffel-Blindenheim, das Ernst Christoffel im Jahr 1928 gegründet hatte. Dort erlernte er die Braille-Schrift, besuchte gleichzeitig eine Regelschule und legte die reguläre Abiturprüfung für Sehende ab. Im Jahr 1979 absolvierte Abadi die landesweite Aufnahmeprüfung für die staatlichen Hochschulen und erhielt einen Studienplatz an der rechts- und politikwissenschaftlichen Fakultät. Er studierte zwei Semester lang Staatsrecht, ehe die iranischen Universitäten im Zuge der Kulturrevolution geschlossen wurden. Nach einem erfolglosen Versuch, nach England auszuwandern, der mit der Zurückweisung an der Grenze endete, verließ Abadi den Iran und ging nach Deutschland.

### Islamische Revolution
In den späten 1970er Jahren war Abadi zunächst als Schüler, dann als Student in Tätigkeiten linker Oppositioneller gegen das Schah-Regime involviert. Er verteilte Flugblätter, organisierte geheime Treffen, bei denen verbotene Bücher gelesen und diskutiert wurden und profitierte dabei davon, dass Sicherheitskräfte und Geheimdienstler ihn wegen seiner Blindheit nicht als potentiellen Subversiven ins Visier nahmen. Nach der islamischen Revolution weitete er seine politischen Aktivitäten aus und trat für die linke Opposition bei Vorträgen und Demonstrationen musikalisch auf. In diesem Zusammenhang war er nach eigenem Bekunden Repressalien ausgesetzt.

### Auswanderung nach Deutschland
Im Jahr 1980 reiste Abadi mit Hilfe eines deutschen Freundes aus dem Christoffelheim auf dem Landweg nach Deutschland ein. Dort besuchte er zunächst Deutschkurse in Frankfurt und legte nach sechs Monaten die externe Prüfung zur Hochschulreife ab.

### Studium in Marburg
1981 nahm er das Studium der Politikwissenschaft an der Philipps-Universität Marburg auf, welches er im Jahr 1985 mit dem Diplom abschloss. Anschließend begann er eine Promotion im Fach Germanistik bei dem Sprachwissenschaftler Rudolf Freudenberg und wurde mit einer Arbeit zu „Erzählerprofil und Erzähltechnik im Roman ‚Der Zauberberg‘“ promoviert. Seine Dissertation wurde in der Reihe „Marburger Studien zur Linguistik“ beim Lit-Verlag in Münster veröffentlicht. Abadi unterrichtete anschließend als Tutor und Dozent Deutsch als Fremdsprache sowie Sozialkunde am Studienkolleg Marburg, das der Philipps-Universität angegliedert war. Im Jahr 2002 zog er mit seiner Familie nach Köln und arbeitet seither als Redakteur beim persischen Programm der Deutschen Welle „DW Farsi“.

### Privatleben
Abadi ist verheiratet und hat eine Tochter. Im Jahr 2001 erhielt er die deutsche Staatsangehörigkeit.

## Musik

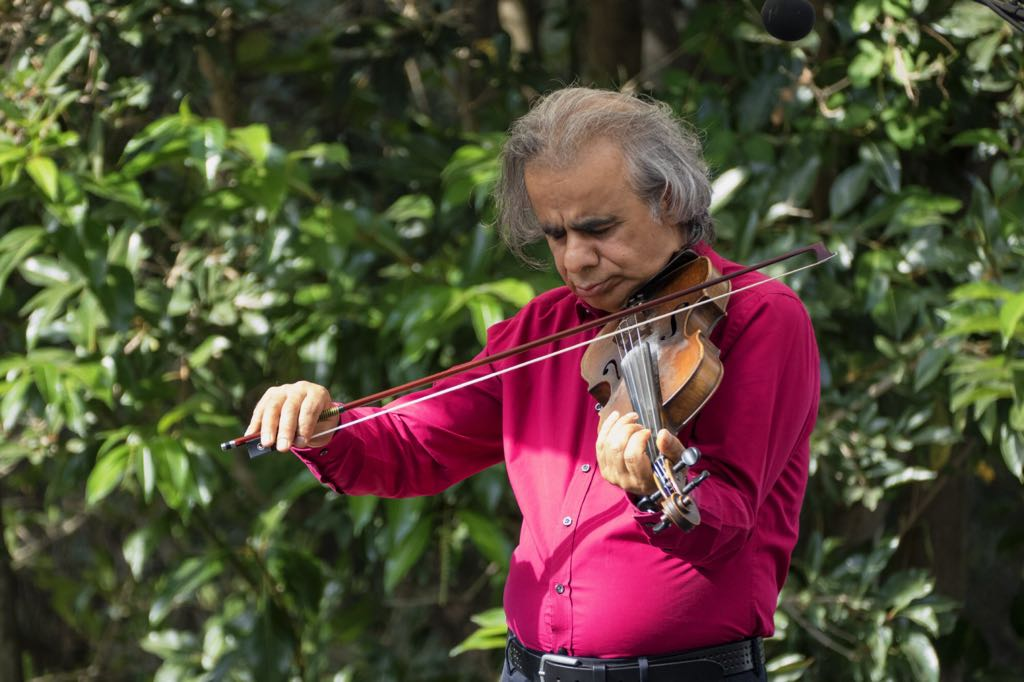
Der blinde Musiker Eskandar Abadi an der Geige

Bereits als kleines Kind trat Abadi als Sänger bei öffentlichen Veranstaltungen in seinem Heimatort auf, mit zwölf Jahren fing er an, Geige zu lernen, und mit 14 bestand er eine Aufnahmeprüfung für den lokalen Radiosender „Radio Esfahan“ im Zentral-Iran. Dort wirkte er fünf Jahre lang im Rundfunkorchester als Violinist mit und trat mit dem Ensemble bei offiziellen Anlässen und regelmäßigen Radiokonzerten auf. Außer Geige spielt Abadi die persische Kelchtrommel Tombak und tritt mit Eigenkompositionen und Arrangements bekannter persischer Stücke regelmäßig öffentlich auf.

## Übersetzer und Dolmetscher
Abadi ist staatlich geprüfter und ermächtigter Übersetzer des OLG Köln und allgemein beeidigter Dolmetscher des LG Köln für die persische Sprache. Er ist mit Persisch als Muttersprache aufgewachsen und spricht fließend Deutsch und Englisch. Neben seiner Tätigkeit als Gerichtsdolmetscher und beeidigter Übersetzer hat Abadi zahlreiche literarische Werke aus dem Deutschen ins Persische übertragen. Zuletzt ist von ihm „Durch die Augen der Blinden“ (Az chashm-e nabinayan) erschienen (Nashr-e Mahi, Teheran 2017), eine Sammlung von Texten über Blindheit und Blinde („Brief über die Blinden zum Gebrauch für die Sehenden“ von Denis Diderot, „Pastoralsymphonie“ von André Gide und „Blindensturz“ von Gert Hofmann).

## Journalismus
Im Jahr 2002 begann Abadi seine Tätigkeit als Radioredakteur im persischsprachigen Programm der Deutschen Welle (DW Farsi). Dort produzierte und moderierte er verschiedene politische und kulturelle Formate wie „Europamagazin“, „Deutschlandmagazin“, „Klangpunkte“ und „Aphorismen und Satire der Woche“. Nach der Einstellung des linearen Radioprogramms von DW Farsi im Jahr 2011 widmete sich Abadi zunehmend der Produktion von Webinhalten und Podcasts. Eines der beliebtesten von ihm moderierten Formate ist die Sendung „Seltene Klänge von gestern bis heute“ (Ava-ha-ye kam-shenide az diruz ta emruz, gemeinsam mit Mitra Khalatbari).

## Veröffentlichungen

### Bücher
- Zur Stellung der Frau im Ur-Islam, Seminararbeit, 1983, Grin-Verlag, 2012[4]
- Erzählerprofil und Erzähltechnik im Roman ‚Der Zauberberg‘: eine Untersuchung zu Auktorialität und Perspektive bei Thomas Mann, Lit-Verlag Münster, 1997
- Durch die Augen der Blinden (Az chashm-e nabinayan), Nashr-e Mahi, Teheran, 2017[5][6]
- Aus dem Leben eines Blindgängers : Roman. 1. Auflage. Katapult-Verlag, Greifswald 2022, ISBN 978-3-948923-36-5.

### Musikalben (CD und Kassette)
- „Chashman-e to“ (Deine Augen): traditionelle iranische Musik
- „Yad-ha“ (Erinnerungen): iranische Popmusik und Klassik[7]
- „Baharaneh 1“ und „Baharaneh 2“ (Spring songs)
- „Peykar-tarash“ (Bildhauer): iranische klassische Musik
- „Eydi-ye Amou Norouz“ (Das Geschenk von Onkel Neujahr): Kinder-CD mit Roxana

## Filmographie
Abadi hat als Schauspieler im Historienfilm „Komitas“ (1988) des armenisch-aserbaidschanischen Regisseurs Don Askarian mitgewirkt.

## Preise
LVR-Auszeichnung „Arbeit – echt stark!“ 2013 für gelungene Teilhabe am Arbeitsleben